# Goldene Himbeere 1984
Die Goldene Himbeere 1984 (engl.: 4th Golden Raspberry Awards) wurde am 8. April 1984, dem Vorabend der Oscarverleihung, in der Third Street Elementary School in Los Angeles, Kalifornien verliehen.
Mit insgesamt elf Nominierungen und sechs Goldenen Himbeeren wurde Karriere durch alle Betten zum am häufigsten gekürten Film des Abends. Amy Irving, die als schlechteste Nebendarstellerin für ihre Leistung in Yentl für die Goldene Himbeere nominiert war, erhielt für ihre Darstellung gleichzeitig eine Oscarnominierung. Die Filmmusik von Yentl, die ebenfalls für die Goldene Himbeere nominiert war, gewann sogar den Oscar in der Kategorie Beste Musik.

## Preisträger und Nominierungen
Es folgt die komplette Liste der Preisträger und Nominierten.
| Kategorien                     | Nominierte                                                                                                | Nominierte |
| ------------------------------ | --- | --- |
| Schlechtester Film             | | Robert R. Weston – Karriere durch alle Betten (The Lonely Lady)                                                  |
| Schlechtester Film             | Joe Alves – Der weiße Hai 3-D (Jaws 3-D)                                                                  | |
| Schlechtester Film             | Yoram Globus und Menahem Golan – Herkules (Hercules)                                                      | |
| Schlechtester Film             | Hank Moonjean – Der rasende Gockel (Stoker Ace)                                                           | |
| Schlechtester Film             | Roger M. Rothstein und Joe Wizan – Zwei vom gleichen Schlag (Two of a Kind)                               | |
| Schlechtester Schauspieler     | Christopher Atkins                                                                                        | Christopher Atkins − Ein himmlischer Lümmel (A Night in Heaven)                                                  |
| Schlechtester Schauspieler     | Christopher Atkins                                                                                        | Lloyd Bochner − Karriere durch alle Betten (The Lonely Lady)                                                     |
| Schlechtester Schauspieler     | Christopher Atkins                                                                                        | Lou Ferrigno − Herkules (Hercules)                                                                               |
| Schlechtester Schauspieler     | Christopher Atkins                                                                                        | Barbra Streisand (als Mann) − Yentl                                                                              |
| Schlechtester Schauspieler     | Christopher Atkins                                                                                        | John Travolta − Staying Alive und Zwei vom gleichen Schlag (Two of a Kind)                                       |
| Schlechteste Schauspielerin    | | Pia Zadora − Karriere durch alle Betten (The Lonely Lady)                                                        |
| Schlechteste Schauspielerin    | Loni Anderson − Der rasende Gockel (Stoker Ace)                                                           | |
| Schlechteste Schauspielerin    | Linda Blair − Das Frauenlager (Chained Heat)                                                              | |
| Schlechteste Schauspielerin    | Faye Dunaway − Die Frau ohne Herz (The Wicked Lady)                                                       | |
| Schlechteste Schauspielerin    | Olivia Newton-John − Zwei vom gleichen Schlag (Two of a Kind)                                             | |
| Schlechtester Nebendarsteller  | Jim Nabors                                                                                                | Jim Nabors − Der rasende Gockel (Stoker Ace)                                                                     |
| Schlechtester Nebendarsteller  | Jim Nabors                                                                                                | Joseph Cali − Karriere durch alle Betten (The Lonely Lady)                                                       |
| Schlechtester Nebendarsteller  | Jim Nabors                                                                                                | Louis Gossett Jr. − Der weiße Hai 3-D (Jaws 3-D)                                                                 |
| Schlechtester Nebendarsteller  | Jim Nabors                                                                                                | Anthony Holland − Karriere durch alle Betten (The Lonely Lady)                                                   |
| Schlechtester Nebendarsteller  | Jim Nabors                                                                                                | Richard Pryor − Superman III – Der stählerne Blitz (Superman III)                                                |
| Schlechteste Nebendarstellerin | Sybil Danning                                                                                             | Sybil Danning − Das Frauenlager (Chained Heat) und Herkules (Hercules)                                           |
| Schlechteste Nebendarstellerin | Sybil Danning                                                                                             | Bibi Besch − Karriere durch alle Betten (The Lonely Lady)                                                        |
| Schlechteste Nebendarstellerin | Sybil Danning                                                                                             | Finola Hughes − Staying Alive                                                                                    |
| Schlechteste Nebendarstellerin | Sybil Danning                                                                                             | Amy Irving − Yentl                                                                                               |
| Schlechteste Nebendarstellerin | Sybil Danning                                                                                             | Diana Scarwid − Das Geheimnis von Centreville (Strange Invaders)                                                 |
| Schlechteste Regie             | | Peter Sasdy − Karriere durch alle Betten (The Lonely Lady)                                                       |
| Schlechteste Regie             | Joe Alves − Der weiße Hai 3-D (Jaws 3-D)                                                                  | |
| Schlechteste Regie             | Brian De Palma − Scarface                                                                                 | |
| Schlechteste Regie             | John Herzfeld − Zwei vom gleichen Schlag (Two of a Kind)                                                  | |
| Schlechteste Regie             | Hal Needham − Der rasende Gockel (Stoker Ace)                                                             | |
| Schlechtestes Drehbuch         | | John Kershaw, Shawn Randall und Ellen Shephard – Karriere durch alle Betten (The Lonely Lady)                    |
| Schlechtestes Drehbuch         | Luigi Cozzi – Herkules (Hercules)                                                                         | |
| Schlechtestes Drehbuch         | Joe Eszterhas und Tom Hedley – Flashdance                                                                 | |
| Schlechtestes Drehbuch         | Carl Gottlieb, Richard Matheson und Guerdon Trueblood – Der weiße Hai 3-D (Jaws 3-D)                      | |
| Schlechtestes Drehbuch         | John Herzfeld – Zwei vom gleichen Schlag (Two of a Kind)                                                  | |
| Schlechtester Newcomer         | Lou Ferrigno                                                                                              | Lou Ferrigno − Herkules (Hercules)                                                                               |
| Schlechtester Newcomer         | Lou Ferrigno                                                                                              | Loni Anderson − Der rasende Gockel (Stoker Ace)                                                                  |
| Schlechtester Newcomer         | Lou Ferrigno                                                                                              | Reb Brown − Einer gegen das Imperium (Yor, the Hunter from the Future)                                           |
| Schlechtester Newcomer         | Lou Ferrigno                                                                                              | Cindy and Sandy (die kreischenden Delfine) − Der weiße Hai 3-D (Jaws 3-D)                                        |
| Schlechtester Newcomer         | Lou Ferrigno                                                                                              | Finola Hughes − Staying Alive                                                                                    |
| Schlechtester Song             | | The Way You Do It aus Karriere durch alle Betten (The Lonely Lady) − Jeff Harrington und J. Pennig               |
| Schlechtester Song             | Each Man Kills the Thing He Loves aus Querelle − Peer Raben                                               | |
| Schlechtester Song             | Lonely Lady aus Karriere durch alle Betten (The Lonely Lady) − Charles Calello und Roger Voudouris        | |
| Schlechtester Song             | Yor's World! aus Einer gegen das Imperium (Yor, the Hunter from the Future) − Guido & Maurizio De Angelis | |
| Schlechtester Song             | Young and Joyful Bandit aus Querelle − Peer Raben                                                         | |
| Schlechteste Filmmusik         | | Charles Calello, Jeff Harrington, J. Pennig und Roger Voudouris für Karriere durch alle Betten (The Lonely Lady) |
| Schlechteste Filmmusik         | Guido & Maurizio De Angelis und John Scott – Einer gegen das Imperium (Yor, the Hunter from the Futur)    | |
| Schlechteste Filmmusik         | Alan Bergman, Marilyn Bergman und Michel Legrand – Yentl                                                  | |
| Schlechteste Filmmusik         | Giorgio Moroder – Superman III – Der stählerne Blitz (Superman III)                                       | |
| Schlechteste Filmmusik         | Peer Raben – Querelle                                                                                     | |